# Bian Que
Bian Que (扁鵲T, 扁鹊S, Biǎn QuèP, Pien3 Ch'üeh4W; Renqiu, V secolo a.C. – 310 a.C.) è stato un medico cinese della dinastia Zhou, tra i più importanti dell'antica Cina.

## Biografia
Secondo lo Shiji nacque nei pressi di Cangzhou, nello Hebei. I quattro metodi diagnostici da lui fondati furono esame, ascolto, studio degli odori, domande e palpazione. Controllava la frequenza del polso per mezzo dell'esaminazione dei dodici meridiani della medicina tradizionale cinese. Questo metodo permetteva di scegliere un vaso sanguigno piuttosto superficiale che fosse facile da ispezionare. Tramite l'apertura dell'indice era in grado di controllare le pulsazioni del polso.
Introdusse il principio dell'esame del polso yin-yang, basato sui cambiamenti della frequenza dei battiti durante un giorno o un anno. Diede importanti contributi all'agopuntura e alla moxibustione, una tecnica ritenuta in grado di riportare in vita i morti.
Gli viene attribuito il Bian Que Neijing ("Classico Interno di Bian Que"), un'opera che influenzò notevolmente lo sviluppo della medicina cinese.